# Mshatta
Il palazzo della Mshatta, o Mushatta in arabo قصر المشتى ‎?, Qaṣr al-Mshattā, è uno dei cosiddetti "castelli arabi omayyadi" di Siria e Giordania. Sorge a circa 32 chilometri a SE della città di ʿAmmān. La costruzione dell'edificio è attribuita al Califfo omayyade al-Walīd II, nipote di Hisham ibn 'Abd al-Malik, nel 744.

## Descrizione

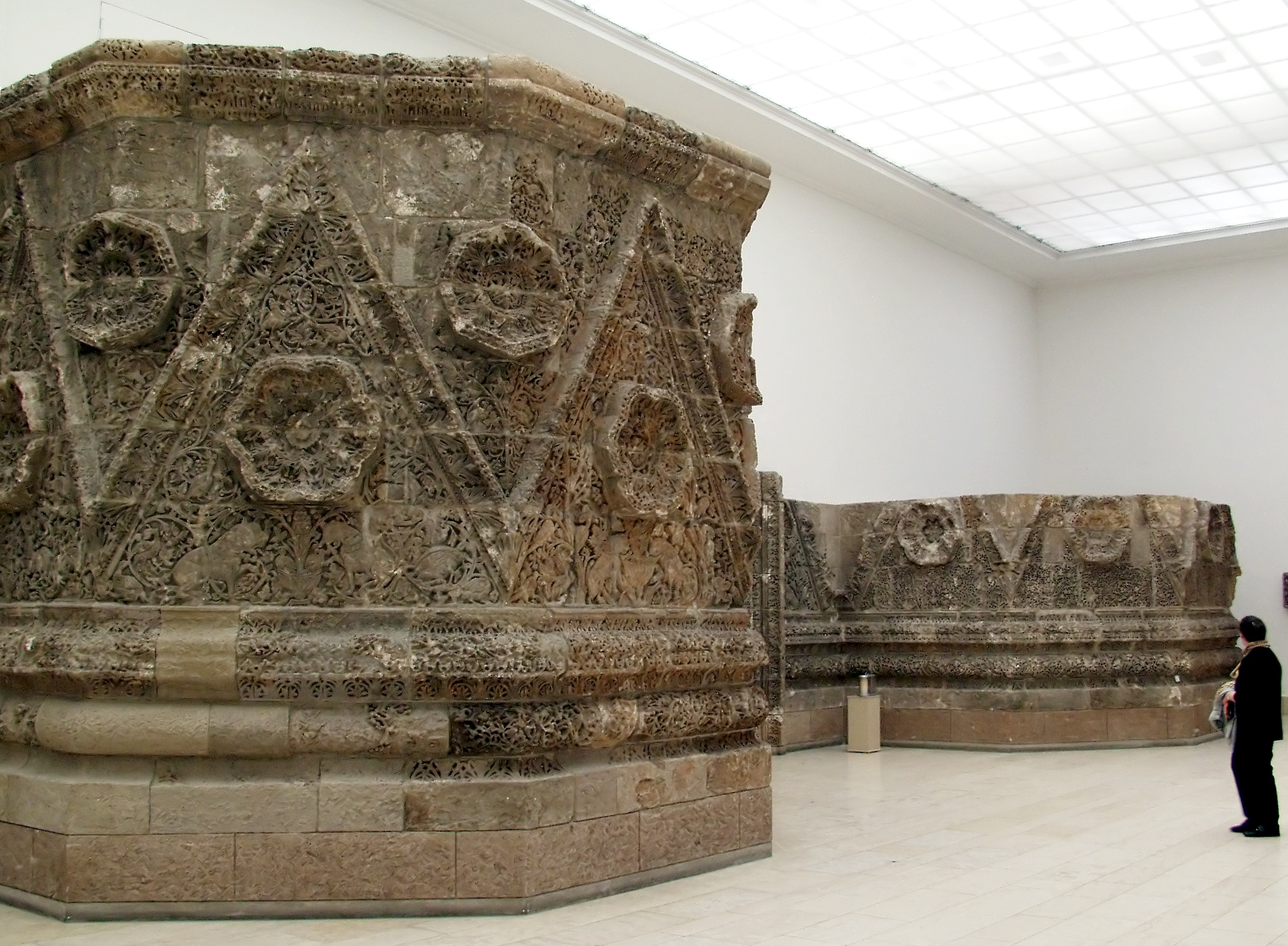
Facciata del palazzo della Mushatta conservato nel Pergamonmuseum di Berlino

Il suo perimetro è di 144 m. per ognuno dei quattro lati, su cui sono presenti 25 torrette a pianta semicircolare. 
Si è a lungo discusso se il progetto della costruzione fosse da attribuire ai Sasanidi (che operarono militarmente nell'area nel corso delle interminabili guerre coi Bizantini durante il VI secolo d.C.) o ai Ghassanidi o anche ai Lakhmidi, fin quando gli esperti si sono generalmente orientati a credere che la costruzione sia stata pensata e realizzata proprio in età omayyade.
I resti del palazzo furono rinvenuti nel 1840. La facciata fu donata dal Sultano ottomano Abdul Hamid II al Kaiser tedesco Guglielmo II. La maggior parte dell'opera fu ospitata in quello che all'epoca si chiamava Kaiser-Friedrich-Museum (oggi: Bode-Museum) di Berlino nel 1903. Nel 1932 fu spostato e ricostruito nel Pergamonmuseum della capitale tedesca. Fu seriamente danneggiato durante la Seconda guerra mondiale, quando Berlino fu brutalmente bombardata dagli Alleati nell'ultimo periodo del conflitto.

Oggi è una delle più spettacolari dotazioni museali del Museum für Islamische Kunst del Pergamonmuseum. Fu ricostruita lungo 33 metri di lunghezza, 5 di altezza, con due torri. Una sua parziale copia in gesso funge da ingresso del Museo nazionale di Damasco.